# Лејксајт (Тенеси)
Лејксајт (енгл. Lakesite) град је у америчкој савезној држави Тенеси.

## Демографија
По попису из 2010. године број становника је 1.826, што је 19 (-1,0%) становника мање него 2000. године.
| Група             | 2000.         | 2010.         |
| Белци             | 1.813 (98,3%) | 1.737 (95,1%) |
| Афроамериканци    | 11 (0,6%)     | 15 (0,8%)     |
| Азијати           | 7 (0,4%)      | 16 (0,9%)     |
| Хиспаноамериканци | 8 (0,4%)      | 33 (1,8%)     |
| Укупно            | 1.845         | 1.826         |